# Dennis Iliohan
Dennis Iliohan (Amsterdam, 11 januari 1972) is een Nederlands voormalig voetballer die doorgaans als aanvaller speelde.
Iliohan begon zijn profcarrière bij FC Haarlem. Daar moest hij in 1993 weg en keerde terug bij zijn jeugdclub Animo. Hij scoorde veelvuldig in de Tweede klasse en werd door Mark Wotte naar FC Lisse in de Hoofdklasse gehaald. Wotte nam hem mee naar ADO Den Haag waarvoor hij 31 doelpunten in 113 competitiewedstrijden zou scoren. Toen al duidelijk was dat zijn contract niet verlengd zou worden in 2001, maakte hij de laatste maanden van zijn contract op huurbasis af bij Stabæk in Noorwegen. Iliohan speelde vervolgens nog voor FC Emmen en TOP Oss voor hij zijn loopbaan in 2007 afsloot bij FC Lisse. Nadien werd hij ondernemer in de reclamebranche. Bij Lisse was hij actief als spitsentrainer en werd in 2023 assistent-trainer bij het eerste elftal.